# Travelers

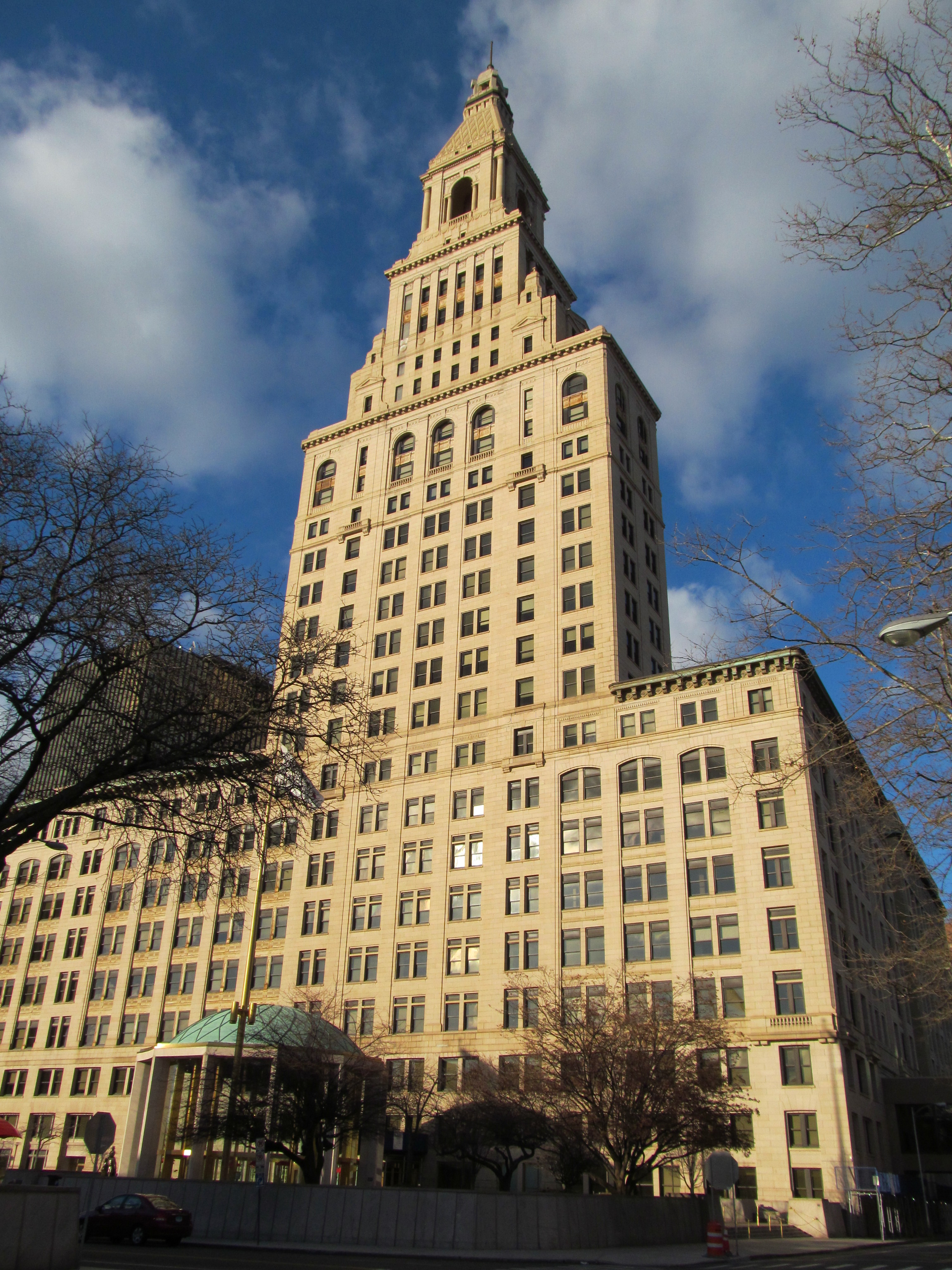
Travelers Tower (Hartford), hoofdkantoor van Travelers

The Travelers Companies, kortweg Travelers genoemd (NYSE: TRV) is de grootste Amerikaanse verzekeringsmaatschappij gemeten naar marktwaarde. De maatschappij is gevestigd in Hartford, Connecticut.
Travelers werd op 8 juni 2009 opgenomen in de Dow Jones als vervanger van Citigroup.